# Condado de Niágara
El condado de Niágara (en inglés: Niagara County) fundado en 1808 es un condado en el estado estadounidense de Nueva York. En el 2000 el condado tenía una población de 219,846 habitantes en una densidad poblacional de 162 personas por km². La sede del condado es Niagara Falls.

## Geografía
El condado de Niágara se encuentra ubicada en las coordenadas 43°19′N 78°47′O / 43.32, -78.79. Según la Oficina del Censo, la localidad tiene un área total de 2,953 km² (1,1 mi²), de la cual 1,355 km² (0,5 mi²) es tierra y 1,598 km² (0,6 mi²) (54.12%) es agua.

### Condados adyacentes
- Condado de Orleans - este
- Condado de Genesee - sureste
- Condado de Erie - sur
- Municipalidad Regional de Niágara, Ontario, Canadá - oeste

## Demografía
En el censo de 2000, había 219,846 personas, 87,846 hogares y 58,593 familias residiendo en el condado. La densidad poblacional era de 162 personas por km². En el 2000 había 95.715 unidades habitacionales en una densidad de 71 por km². La demografía del condado era de 90.70% blancos, 6.15% afroamericanos, 0.94% amerindios, 0.58% asiáticos, 0.02% isleños del Pacífico, 0.40% de otras razas y 1.21% de dos o más razas. 1.33% de la población era de origen hispano o latino de cualquier raza.
En el 2000 la renta per cápita promedia del condado era de $38,136, y el ingreso promedio para una familia era de $47,817. En 2000 los hombres tenían un ingreso per cápita de $37,468 versus $24,668 para las mujeres. El ingreso per cápita para el condado era de $19,219. Alrededor del 10.60% de la población estaba bajo el umbral de pobreza nacional.

## Localidades
- Barker (villa)
- Cambria (pueblo)
- Gasport (CDP)
- Hartland (pueblo)
- Lewiston (villa)
- Lewiston (pueblo)
- Lockport (pueblo)
- Lockport (ciudad)
- Middleport (villa)
- Newfane (pueblo)
- Newfane (CDP)
- Niagara Falls (ciudad)
- Niágara (pueblo)
- North Tonawanda (ciudad)
- Olcott (CDP)
- Pendleton (pueblo)
- Porter (pueblo)
- Ransomville (CDP)
- Rapids (CDP)
- Royalton (pueblo)
- Sanborn (CDP)
- Somerset (pueblo)
- South Lockport
- Wheatfield (pueblo)
- Wilson (villa)
- Wilson (pueblo)
- Youngstown (villa)

=> en paréntesis el tipo de gobierno.

### Reservas indias
- Reserva India de los Tuscarora
- Reserva India de los Tonawanda

## Educación

### Universidades
- Universidad de Niágara.
- Niagara County Community College.